# HD 82077
HD 82077，又名BD-20 2915，SAO 177521、HR 3763，是一颗恒星，视星等为5.66，位于銀經252，銀緯21.54，其B1900.0坐标为赤經9h 24m 36.4s，赤緯-20° 21.54′ 44″。